# 62e Grammy Awards

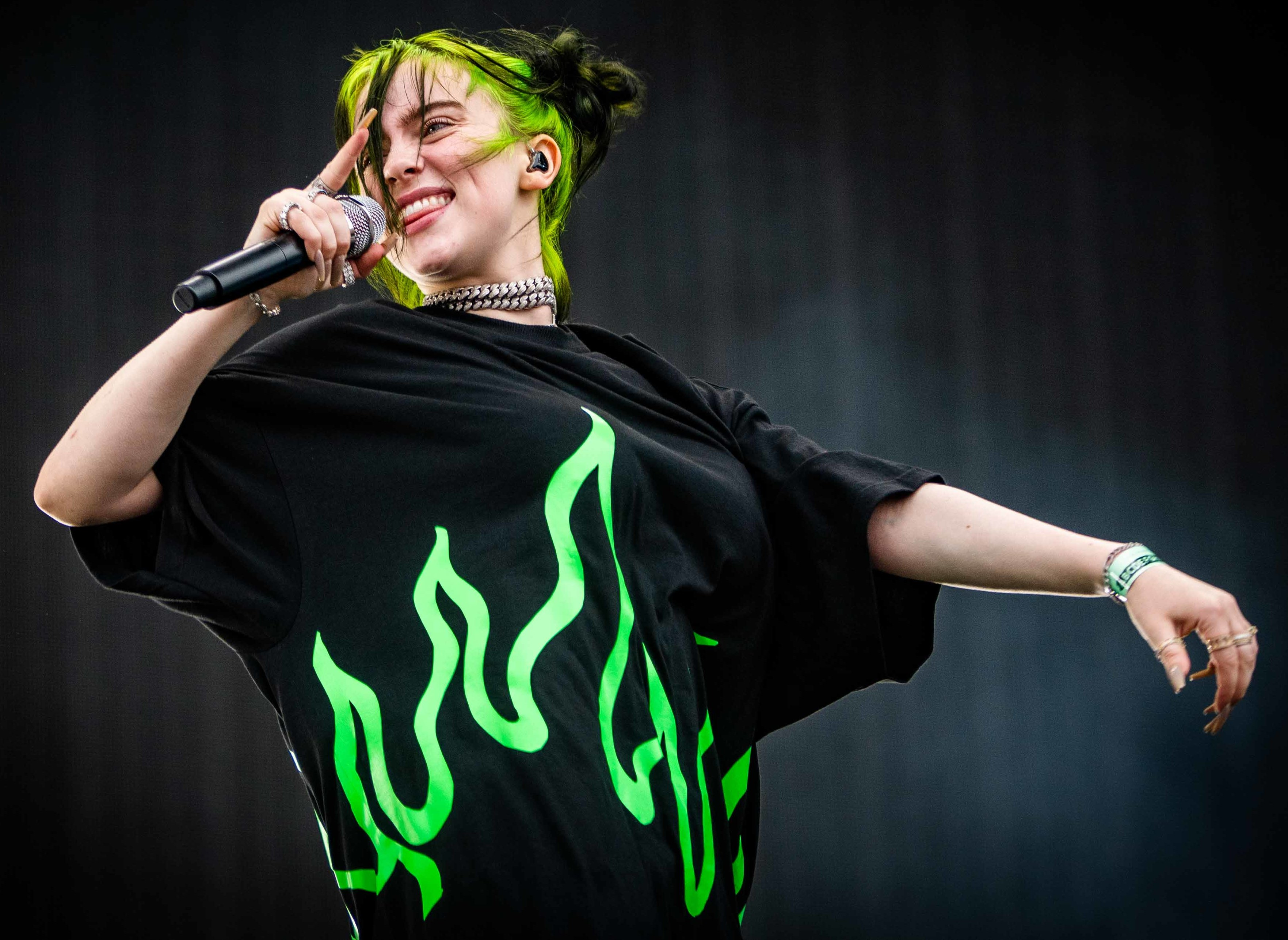
Billie Eilish won alle Grammy's in de vier hoofdcategorieën. Dit deed nog maar één iemand haar voor.

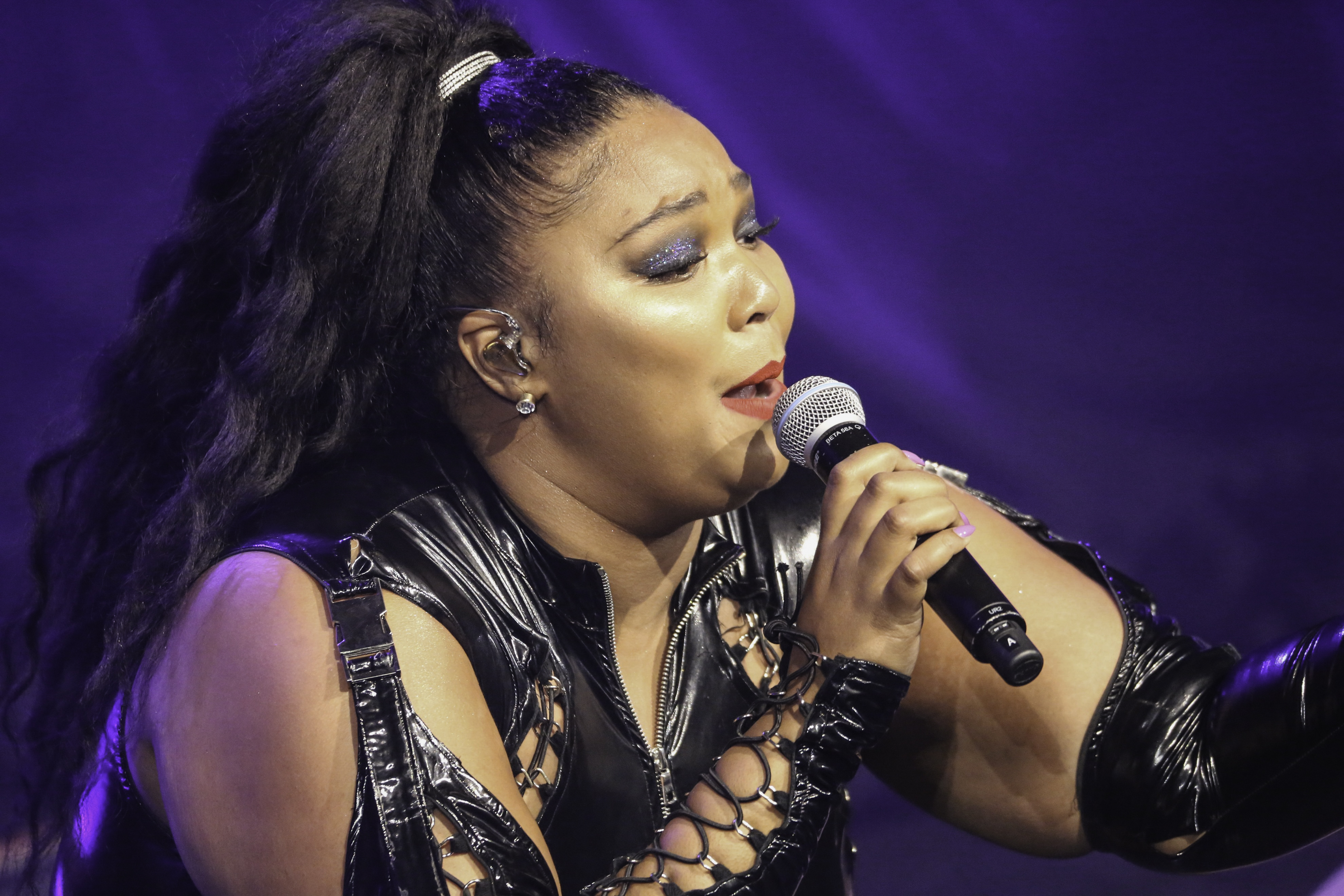
Lizzo kreeg de meeste nominaties, 8 in totaal. Zij werd ook genomineerd in alle hoofdcategorieën.

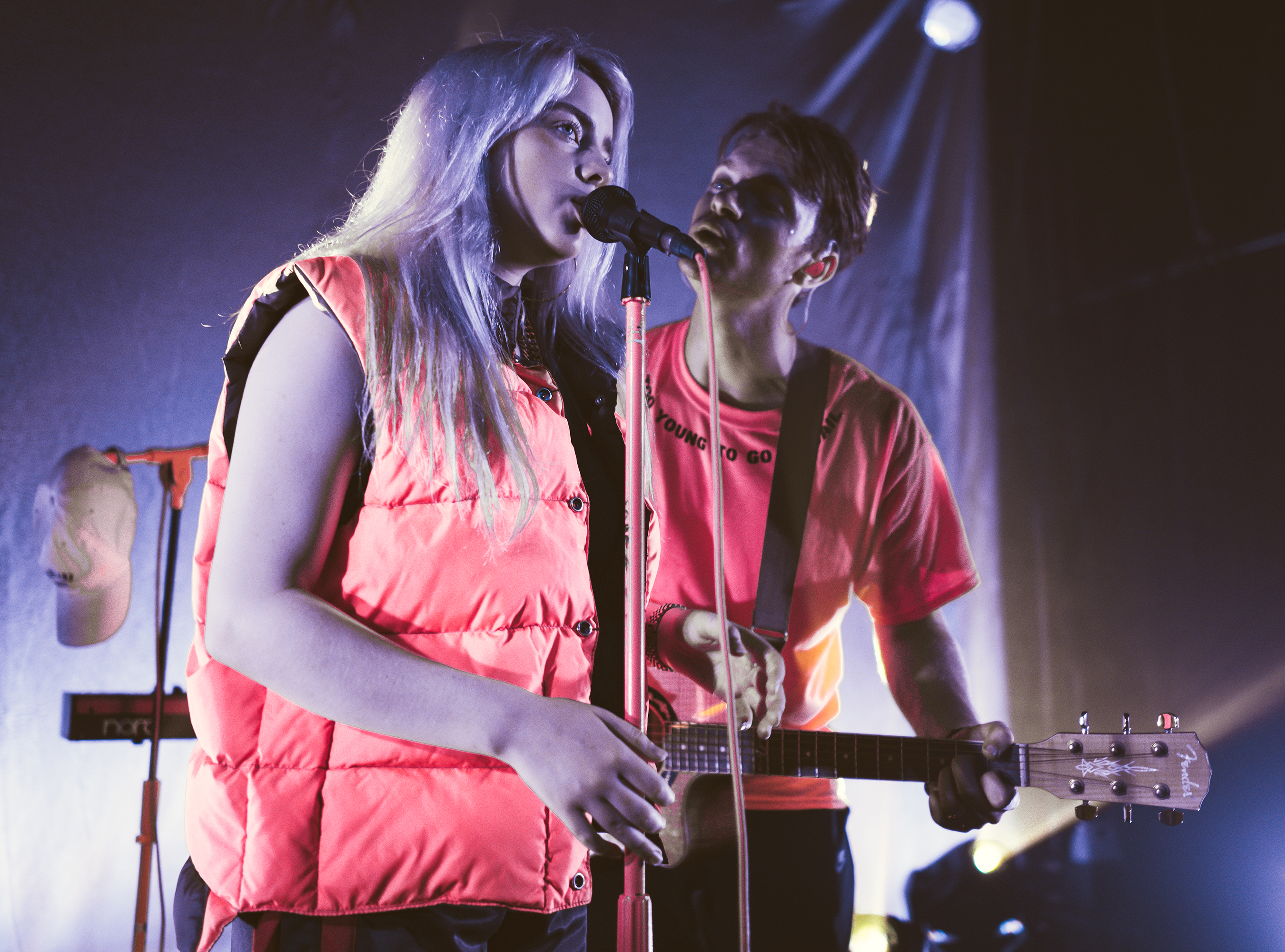
Finneas O'Connell kreeg zes Grammy's voor z'n productie werk voor het album van z'n zus.

De uitreiking van de 62e Grammy Awards werd gehouden op 26 januari 2020 in het Staples Center in Los Angeles. De nominaties voor alle 84 categorieën werden aangekondigd op 20 november 2019. Alicia Keys presenteerde de ceremonie.
De Amerikaanse zangeres Lizzo kreeg de meeste nominaties, namelijk acht, gevolgd door Billie Eilish en Lil Nas X met elk 6. Het was voor het eerst sinds Kanye West in 2004 dat een debutant de meeste nominaties in de wacht sleepte. Het was bovendien voor het eerst in de 62-jarige geschiedenis van de Grammy's dat niet één, maar twee artiesten (Lizzo en Eilish) waren genomineerd in de vier belangrijkste categorieën (Album of the Year, Record of the Year, Song of the Year en Best New Artist). Voor Lizzo ging het onder meer om haar album Cuz I Love You en de single Truth Hurts, en bij Billie Eilish om haar debuutalbum When We All Fall Asleep, Where Do We Go? en de single Bad Guy. Eilish was bovendien de jongste genomineerde ooit in de prestigieuze categorie Album of the Year; ze was op dat moment 17. 
Uiteindelijk werd Billie Eilish de grote winnaar van de avond. Zij won samen met haar broer Finneas vijf awards, waaronder die in de vier genoemde belangrijkste categorieën. Ze was de eerste artiest sinds Christopher Cross in 1981 die dit presteerde. Lizzo wist drie van haar acht nominaties om te zetten in winst. Ariana Grande won geen enkele Grammy, ondanks haar vijf nominaties.
Zoals elk jaar waren er weer een aantal opvallende winnaars: 
- Gloria Gaynor won na veertig jaar haar tweede Grammy, dit keer in een gospelcategorie. In 1980 won ze in de Best Disco Recording-categorie, een Grammy die maar één keer is vergeven.
- Wijlen rapper Nipsey Hussle won twee Grammy's in de rap-categorieën. *
- Willie Nelson won een Grammy voor beste countrynummer voor een solist, zijn tiende sinds 1976. Zijn zoon Lukas won een Grammy in de categorie voor beste soundtrack als co-producer van A Star is Born.
- De Noorse geluidstechnicus/koorleider Morten Lindberg is het voorbeeld van een volhouder. Met zijn album Lux won hij eindelijk zijn eerste Grammy, na 27 onsuccesvolle nominaties.
- Billie Eilish was de jongste artiest die in de vier belangrijkste categorieën was genomineerd, Lizzo was met haar 31 jaar de oudste artiest in de geschiedenis die dit presteerde.
- Countryzangeres Tanya Tucker kreeg tussen 1973 en 1994 tien nominaties die ze niet kon verzilveren, totdat ze in 2020 vier nominaties kreeg waarvan ze twee omzette in een Grammy: voor beste countrysong en beste countryalbum.
- Jazzmusicus Chick Corea won zijn 23e Grammy en is daarmee de meest onderscheiden jazzartiest. Hij is 65 keer genomineerd geweest.
- Ariana Grande en H.E.R. hadden beiden vijf nominaties gekregen, maar ze wonnen niet één Grammy.
- Gospelzanger Kirk Franklin won zijn 15e en 16e Grammy Award. Zeven daarvan waren in de categorie voor beste gospelsong.
- De oudste winnaar was blueszanger Delbert McClinton. Hij is 79.
- Michelle Obama won de Grammy voor beste gesproken-woord-album. Haar echtgenoot Barack had al twee keer gewonnen. Er zijn twee voormalige first lady's die een Grammy wonnen: Michelle en Hillary Clinton.
- Componist John Williams won zijn 25e Grammy met Star Wars: Galaxy's Edge Symphonic Suite. Het is zijn 9e Grammy Award die voor een onderdeel van de Star Wars-franchise is uitgereikt.
- Beyoncé won haar 24e Grammy met de muziekfilm Homecoming. Alleen Alison Krauss had er als zangeres nog meer, namelijk 27.

Aerosmith werd twee dagen voorafgaand aan de uitreiking geëerd als MusiCares Person of the Year, een jaarlijkse prijs die rond de Grammy Awards wordt toegekend. De prijs gaat naar een artiest die zich heeft ingezet voor liefdadigheidsprojecten.

## Belgische en Nederlandse nominaties
België
- Best Remixed Recording

Work It (Soulwax Remix) - David Dewaele & Stephen Dewaele (uitvoerende artiest: Marie Davidson)
Nederland
- Best Opera Recording

Berg: Wozzeck - Eva-Maria Westbroek (uitgevoerd met diverse andere solisten, het Nederlands Philharmonisch Orkest en het koor van de Nederlandse Opera)
- Best World Music Album

What Heat - Metropole Orkest o.l.v. Jules Buckley, als begeleiders van de Amerikaanse band Bokanté

Gece - Altın Gün
- Record of the Year

Old Town Road - YoungKio (producer)
Het was voor het eerst dat een Nederlander in een van de hierboven genoemde vier belangrijkste categorieën (in dit geval Record of the Year) was genomineerd.
Dirigent Jaap van Zweden heeft een opname gedirigeerd die twee keer is genomineerd (Fire in my Mouth, uitgevoerd door de New York Philharmonic), maar in beide categorieën (Best Contemporary Classical Composition en Best Engineered Album, Classical) is niet hij, maar respectievelijk de componist en de technicus genomineerd.
Geen van de Nederlandse of Belgische nominaties werd omgezet in een Grammy Award. Wel won arrangeur Jacob Collier een Grammy voor het beste arrangement, voor het nummer All Night Long dat hij had opgenomen met (onder meer) het Metropole Orkest. De Grammy ging echter alleen naar Collier, niet naar de uitvoerende artiesten.

## Winnaars

### Algemeen
- Record of the Year
  - "Bad Guy"- Billie Eilish
  - Finneas O'Connell (producer); Rob Kinelski & Fineas O'Connell (technici/mixers); John Greenham (mastering engineer)
- Album of the Year
  - "When We All Fall Asleep, Where Do We Go?" - Billie Eilish
  - Finneas O'Connell (producer); Rob Kinelski & Finneas O'Connell (technici/mixers); Billie Eilish & Finneas O'Connell (componisten); John Greenham (mastering engineer)
- Song of the Year
  - Billie Eilish & Finneas O'Connell (componisten) voor Bad Guy, uitvoerende: Billie Eilish
- Best New Artist
  - Billie Eilish

### Pop
- Best Pop Solo Performance
  - "Truth Hurts" - Lizzo
- Best Pop Duo/Group Performance 
  - "Old Town Road" - Lil Nas X ft. Billy Ray Cyrus
- Best Traditional Pop Vocal Album
  - "Look Now" - Elvis Costello & The Attractions
- Best Pop Vocal Album
  - "When We All Fall Asleep, Where Do We Go?" - Billie Eilish

### Dance/Electronic
- Best Dance Recording
  - "Got To Keep On" - Chemical Brothers
  - Chemical Brothers (producers); Steve Dub Jones & Tom Rowlands (mixers)
- Best Dance/Electronic Album
  - "No Geography" - Chemical Brothers

### Contemporary Instrumental
(Eigentijdse instrumentale muziek)
- Best Contemporary Instrumental Album
  - "Mettavolution" - Rodrigo y Gabriela

### Rock
- Best Rock Performance
  - "This Land" - Gary Clark Jr.
- Best Metal Performance
  - "7empest"- Tool
- Best Rock Song
  - Gary Clark Jr. (componist) voor This Land, uitvoerende: Gary Clark Jr.
- Best Rock Album
  - "Social Cues" - Cage the Elephant

### Alternative
- Best Alternative Music Album
  - "Father of the Bride" - Vampire Weekend

### R&B
- Best R&B Performance
  - "Come Home" - Anderson.Paak ft. André 3000
- Best Traditional R&B Performance
- "Jerome" - Lizzo
- Best R&B Song
  - P.J. Morton (componist) voor Say So, uitvoerende: P.J. Morton
- Best Urban Contemporary Album
  - "Cuz I Love You (Deluxe)" - Lizzo
- Best R&B Album
  - "Ventura" - Anderson.Paak

### Rap
- Best Rap Performance
  - "Racks in the Middle" - Nipsey Hussle ft. Roddy Ricch & Hit-Boy
- Best Rap/Sung Performance
  - "Higher" - DJ Khaled ft. Nipsey Hussle & John Legend
- Best Rap Song
  - Jermaine Cole, Dacoury Natche, Shéyaa Bin Abraham-Joseph (21 Savage) & Anthony White (componisten) voor A Lot, uitvoerenden: 21 Savage ft. J. Cole
- Best Rap Album
  - "IGOR" - Tyler, The Creator

### Country
- Best Country Solo Performance
  - "Ride Me Back Home" - Willie Nelson
- Best Country Duo/Group Performance
  - "Speechless" - Dan & Shay
- Best Country Song
  - Brandi Carlile, Phil Hanseroth, Tim Hanseroth & Tanya Tucker (componisten) voor Bring My Flowers Now, uitvoerende: Tanya Tucker
- Best Country Album
  - "While I'm Livin'" - Tanya Tucker

### New Age
- Best New Age Album
  - "Wings" - Peter Kater

### Jazz
- Best Improvised Jazz Solo
  - "Sozinho" - Randy Brecker
- Best Jazz Vocal Album
  - "12 Little Spells" - Esperanza Spalding
- Best Jazz Instrumental Album
  - "Finding Gabriel" - Brad Mehldau
- Best Large Jazz Ensemble Album
  - "The Omni-American Book Club" - Brian Lynch Big Band
- Best Latin Jazz Album
  - "Antidote" - Chick Corea & the Spanish Heart Band

### Gospel/Contemporary Christian Music
(verschil tussen Gospel en Contemporary Christian Music (CCM): Gospel is de traditionele christelijke muziek met raakvlakken met soul en r&b, terwijl CCM eigentijdse muziek is met moderne invloeden zoals pop, rock, rap en urban)
- Best Gospel Performance/Song
  - "Love Theory" - Kirk Franklin (componist/uitvoerende)
- Best Contemporary Christian Music Performance/Song
  - "God Only Knows" - for KING & COUNTRY & Dolly Parton (uitvoerenden); Josh Kerr, Jordan Reynolds, Joel Smallbone, Luke Smallbone & Tedd Tjornhom (componisten)
- Best Gospel Album
  - "Long Live Love" - Kirk Franklin
- Best Contemporary Christian Music Album
  - "Burn the Ships" - for KING & COUNTRY
- Best Roots Gospel Album
  - "Testimony" - Gloria Gaynor

### Latin
- Best Latin Pop Album
  - "El Disco" - Alejandro Sanz
- Best Latin Rock, Urban or Alternative Album
  - "El Mal Querer" - Rosalia
- Best Regional Mexican Music Album (including Tejano)
  - "De Ayer Para Siempre" - Mariachi Los Camperos
- Best Tropical Latin Album
  - "Opus"- Marc Anthony EN "A Journey Through Cuban Music" - Aymée Nuviola

### American Roots
- Best American Roots Performance
  - "Saint Honesty" - Sara Bareilles
- Best American Roots Song
  - Sarah Jarosz, Aoife O'Donovan & Sara Watkins (componisten) voor Call My Name, uitvoerenden: I'm With Her
- Best Americana Album
  - "Oklahoma" - Keb' Mo'
- Best Bluegrass Album
  - "Tall Fiddler" - Michael Cleveland
- Best Traditional Blues Album
  - "Tall, Dark and Handsome" - Delbert McClinton & Self-made Men
- Best Contemporary Blues Album
  - "This Land" - Gary Clark Jr.
- Best Folk Album
  - "Patty Griffin" - Patty Griffin
- Best Regional Roots Music Album
  - "Good Time" - Ranky Tanky

### Reggae
- Best Reggae Album
  - "Rapture" - Koffee

### Wereldmuziek
- Best World Music Album
  - "Celia" - Angélique Kidjo

### Kinderrepertoire
- Best Children's Album
  - "Ageless: Songs for the Child Archetype" - Jon Samson

### Gesproken Woord
- Best Spoken World Album
  - "Becoming" - Michelle Obama

### Comedy
- Best Comedy Album
  - "Sticks & Stones" - Dave Chappelle

### Musical
- Best Musical Theater Album
  - "Hadestown" - Reeve Carney, André De Shields, Amber Gray, Eva Noblezada & Patrick Page (solisten); Mara Isaacs, David Lai, Anaïs Mitchell & Todd Sickafoose (producers)

### Soundtracks
- Best Compilation Soundtrack for Visual Media
  - "A Star is Born" - Lady Gaga & Bradley Cooper
  - Paul "DJWS" Blair, Bradley Cooper, Lady Gaga, Nick Monson, Lukas Nelson, Mark Nilan Jr. & Benjamin Rice (samenstellers); Julianne Jordan & Julia Michels (music supervisors)
- Best Score Soundtrack for Visual Media
  - "Chernobyl" - Hildur Guðnadóttir
- Best Song Written for Visual Media
  - Natalie Hemby, Lady Gaga, Hillary Lindsey & Aaron Raitiere (componisten) voor I'll Never Love Again (Film Version), uitvoerenden: Lady Gaga & Bradley Cooper

### Compositie/Arrangementen
- Best Instrumental Composition
  - John Williams (componist) voor Star Wars: Galaxy's Edge (Symphonic Suite), uitvoerende: John Williams
- Best Arrangement, Instrumental or A Cappella
  - Jacob Collier (arrangeur) voor Moon River, uitvoerende: Jacob Collier
- Best Arrangement, Instruments and Vocals
  - Jacob Collier (arrangeur) voor All Night Long, uitvoerenden: Jacob Collier ft. Jules Buckley, Take 6 & Metropole Orkest

### Hoezen
- Best Recording Package
  - Barry Ament, Jeff Ament, Jeff Fura & Joe Spix (ontwerpers) voor Chris Cornell, uitvoerende: Chris Cornell
- Best Boxed or Special Limited Edition Package
  - Masaki Koike (ontwerper) voor Woodstock: Back to the Garden – The Definitive 50th Anniversary Archive, uitvoerenden: diverse artiesten
- Best Liner Notes (beste hoestekst)
  - Steve Greenberg (schrijver) voor Stax '68: A Memphis Story, uitvoerenden: diverse artiesten

### Historisch
- Best Historical Album
  - "Pete Seeger: The Smithsonian Folkways Collection" - Jeff Place & Robert Santelli (producers); Pete Reiniger (mastering engineer), uitvoerende: Pete Seeger

### Productie & techniek
- Best Engineered Album, Non-Classical
  - Rob Kinelski & Finneas O'Connell (technici); John Greenham (mastering engineer) voor When We All Fall Asleep, Where Do We Go?, uitvoerende: Billie Eilish
- Producer of the Year, Non-Classical
  - Finneas O'Connell
- Best Remixed Recording
  - "I Rise (Tracy Young's Pride Into Radio Remix)" - Tracy Young (remixer), uitvoerende: Madonna
- Best Immersive Audio Album
  - "Lux" - Morten Lindberg (techniek/mastering engineer/producer), uitvoerenden: Anita Brevik, Tronheimsolistene & Nidarosdomens Jentekor
- Best Engineered Album, Classical
  - Leslie Ann Jones (technicus); Robert C. Ludwig (mastering engineer) voor Riley: Sun Rings, uitvoerenden: Kronos Quartet
- Producer of the Year, Classical
  - Blanton Alspaugh

### Klassieke muziek
- Best Orchestral Performance
  - "Norman: Sustain" - Los Angeles Philharmonic o.l.v. Gustavo Dudamel
- Best Opera Recording
  - "Picker: Fantastic Mr Fox" - John Brancy, Andrew Craig Brown, Gabriel Preisser, Krista River & Edwin Vega (solisten); Gil Rose (dirigent/producer)
- Best Choral Performance
  - "Duruflé: Complete Choral Works" - Robert Simpson (dirigent); Ken Cowan (koordirigent); Houston Chamber Choir (koor)
- Best Chamber Music/Small Ensemble Performance
  - "Shaw: Orange" - Attacca Quartet
- Best Classical Instrumental Solo
  - "Marsalis: Violin Concerto; Fiddle Dance Suite" - Nicola Benedetti (solist); Cristian Màcelaru (dirigent)
- Best Classical Vocal Album
  - "Songplay" - Joyce DiDonato (solist); Chuck Israels, Jimmy Madison, Charlie Porter & Craig Terry (begeleiders); Steve Barnett (producer)
- Best Classical Compendium
  - "The Poetry of Places" - Nadia Shpachenko (solist); Marina A. Ledin & Victor Ledin (producers)
- Best Contemporary Classical Composition
  - Jennifer Higdon (componist) voor Higdon: Harp Concerto, uitvoerenden: Yolanda Kondonassis, The Rochester Philharmonic Orchestra o.l.v. Ward Stare)

### Video
- Best Music Video
  - "Old Town Road (Official Movie)" - Calmatic (video regisseur); Candice Dragonas, Melissa Larsen & Saul Levitz (video producers); Lil Nas X ft. Billy Ray Cyrus (uitvoerenden)
- Best Music Film
  - Homecoming" - Beyoncé Knowles-Carter & Ed Burke (regie); Steve Pamon & Erinn Williams (producers); Beyoncé (uitvoerende)

## Meeste nominaties en prijzen
 Producers, mixers
| Aantal Grammy's | Artiest            |
| --------------- | ------------------ |
| 5               | Billie Eilish      |
| 5               | Finneas O'Connell  |
| 3               | Gary Clark Jr.     |
| 3               | John Greenham      |
| 3               | Rob Kinelski       |
| 3               | Lizzo              |
| 2               | Chemical Brothers  |
| 2               | Jacob Collier      |
| 2               | for KING & COUNTRY |
| 2               | Billy Ray Cyrus    |
| 2               | Kirk Franklin      |
| 2               | Lady Gaga          |
| 2               | Nipsey Hussle      |
| 2               | Lil Nas X          |
| 2               | Anderson Paak      |
| 2               | Tanya Tucker       |

| Aantal nominaties | Artiest           |
| ----------------- | ----------------- |
| 8                 | Lizzo             |
| 7                 | Billie Eilish     |
| 6                 | Lil Nas X         |
| 5                 | Ariana Grande     |
| 5                 | H.E.R.            |
| 5                 | Finneas O'Connell |
| 4                 | Beyoncé           |
| 4                 | Thom Yorke        |
| 4                 | J. Cole           |
| 4                 | Lucky Daye        |
| 4                 | Bob Ludwig        |
| 4                 | Yola              |
| 4                 | Tanya Tucker      |
| 4                 | Gary Clark jr.    |